# Maurice Channel
Der Maurice Channel ist eine 2,5 km breite Meerenge im Archipel der Südlichen Sandwichinseln. In der Gruppe der Südlichen Thuleinseln trennt sie Bellingshausen Island von Cook Island.
Die Existenz des Kanals lässt sich indirekt aus den Beschreibungen der Südlichen Thuleinseln durch Fabian Gottlieb von Bellingshausen aus dem Jahr 1820 ableiten, in denen sie als ein hoher Klippenfelsen und drei kleine Inseln dargestellt sind. Wissenschaftler der britischen Discovery Investigations kartierten ihn im Jahr 1930. Sie benannten ihn nach Henry Gascoyne Maurice (1874–1950), Präsident des International Council for the Exploration of the Sea von 1920 bis 1938.